# Natação no Campeonato Mundial de Esportes Aquáticos de 2019 - 4x100 m medley misto
A prova do revezamento 4x100 metros medley misto da natação no Campeonato Mundial de Esportes Aquáticos de 2019 ocorreu no dia 24 de julho, em Gwangju, na Coreia do Sul. 

## Recordes
Antes desta competição, os recordes mundiais e do campeonato nesta prova eram os seguintes:
| Tipo                  | Atleta         | Tempo   | Local     | Data                |
| --------------------- | -------------- | ------- | --------- | ------------------- |
|                       | Estados Unidos | 3:38.56 | Budapeste | 26 de julho de 2017 |
| Recorde do campeonato | Estados Unidos | 3:38.56 | Budapeste | 26 de julho de 2017 |

## Medalhistas
| Ouro | Prata | Bronze                                                                                |
| Austrália · Mitch Larkin · Matthew Wilson · Emma McKeon · Cate Campbell · Minna Atherton* · Matthew Temple* · Bronte Campbell* | Estados Unidos · Ryan Murphy · Lilly King · Caeleb Dressel · Simone Manuel · Matt Grevers* · Andrew Wilson* · Kelsi Dahlia* · Mallory Comerford* | Reino Unido · Georgia Davies · Adam Peaty · James Guy · Freya Anderson · James Wilby* |

*Participaram apenas das eliminatórias, mas também receberam medalhas.

## Cronograma
Todos os horários são locais (UTC+9). 
| Data        | Hora  | Evento        |
| ----------- | ----- | ------------- |
| 24 de julho | 11:29 | Eliminatórias |
| 24 de julho | 21:50 | Final         |

## Resultados

### Eliminatórias
Esses foram os resultados das eliminatórias. Foram realizadas no dia 24 de julho com início às 11:29. 
| Colocação | Bateria | Raia | Nacionalidade                   | Nadadores | Tempo   | Notas            |
| --------- | ------- | ---- | ------------------------------- | --- | ------- | ---------------- |
| 1         | 5       | 3    | Estados Unidos                  | Matt Grevers (52.75) Andrew Wilson (58.35) Kelsi Dahlia (57.35) Mallory Comerford (52.78)                                 | 3:41.23 | Q                |
| 2         | 5       | 4    | Austrália                       | Minna Atherton (59.65) Matthew Wilson (58.84) Matthew Temple (51.41) Bronte Campbell (52.32)                              | 3:42.22 | Q                |
| 3         | 4       | 3    | Rússia                          | Daria Vaskina (59.92) Kirill Prigoda (58.62) Andrey Minakov (50.93) Maria Kameneva (53.83)                                | 3:43.30 | Q                |
| 4         | 4       | 4    | Reino Unido                     | Georgia Davies (1:00.51) James Wilby (58.16) James Guy (50.97) Freya Anderson (53.73)                                     | 3:43.37 | Q                |
| 5         | 4       | 2    | Canadá                          | Kylie Masse (58.96) Richard Funk (59.80) Margaret MacNeil (57.33) Yuri Kisil (47.94)                                      | 3:44.03 | Q                |
| 6         | 5       | 6    | Itália                          | Margherita Panziera (1:00.19) Nicolò Martinenghi (59.50) Elena Di Liddo (56.83) Manuel Frigo (47.86)                      | 3:44.38 | Q,               |
| 7         | 4       | 6    | Países Baixos                   | Kira Toussaint (59.85) Arno Kamminga (59.51) Mathys Goosen (52.69) Femke Heemskerk (52.62)                                | 3:44.67 | Q                |
| 8         | 5       | 2    | Alemanha                        | Laura Riedemann (59.95) Fabian Schwingenschlögl (59.62) Marius Kusch (51.86) Jessica Steiger (53.77)                      | 3:45.20 | Q                |
| 9         | 5       | 1    | Bielorrússia                    | Mikita Tsmyh (54.30) Ilya Shymanovich (58.20) Anastasiya Shkurdai (57.62) Aksana Dziamidava (55.76)                       | 3:45.88 | Recorde nacional |
| 10        | 4       | 8    | Israel                          | Anastasia Gorbenko (1:00.79) Itay Goldfaden (1:01.13) Tomer Frankel (52.26) Andrea Murez (53.88)                          | 3:48.06 | Recorde nacional |
| 11        | 5       | 7    | Polónia                         | Alicja Tchórz (1:00.61) Jan Kałusowski (1:01.52) Konrad Czerniak (52.17) Katarzyna Wilk (53.91)                           | 3:48.21 |                  |
| 12        | 4       | 0    | Hungria                         | Richárd Bohus (54.33) Anna Sztankovics (1:08.92) Szebasztián Szabó (50.98) Katinka Hosszú (54.21)                         | 3:48.44 | Recorde nacional |
| 13        | 4       | 7    | Suíça                           | Roman Mityukov (54.07) Yannick Käser (1:00.30) Maria Ugolkova (58.85) Noémi Girardet (55.76)                              | 3:48.98 |                  |
| 14        | 1       | 4    | Dinamarca                       | Mie Nielsen (1:01.13) Tobias Bjerg (59.56) Viktor Bromer (53.23) Signe Bro (55.18)                                        | 3:49.10 | Recorde nacional |
| 15        | 4       | 9    | África do Sul                   | Christopher Reid (54.73) Tatjana Schoenmaker (1:06.96) Ryan Coetzee (53.59) Erin Gallagher (54.62)                        | 3:49.90 | Recorde nacional |
| 16        | 3       | 4    | Turquia                         | Ekaterina Avramova (1:02.53) Berkay Öğretir (1:00.39) Umitcan Gures (52.47) Selen Özbilen (55.10)                         | 3:50.49 | Recorde nacional |
| 17        | 4       | 1    | Coreia do Sul                   | Lee Ju-ho (54.61) Moon Jae-kwon (1:00.97) Park Ye-rin (59.73) Jeong So-eun (55.58)                                        | 3:50.89 |                  |
| 18        | 5       | 0    | Lituânia                        | Ugnė Mažutaitytė (1:02.73) Kotryna Teterevkova (1:08.73) Deividas Margevičius (52.22) Tadas Duškinas (49.70)              | 3:53.38 |                  |
| 19        | 3       | 3    | Irlanda                         | Conor Ferguson (54.61) Niamh Coyne (1:08.41) Ellen Walshe (1:00.89) Robert Powell (49.78)                                 | 3:53.69 |                  |
| 20        | 3       | 6    | Singapura                       | Quah Zheng Wen (54.58) Christie Chue (1:09.96) Jonathan Tan (54.49) Cherlyn Yeoh (54.87)                                  | 3:53.90 |                  |
| 21        | 5       | 9    | Estónia                         | Karl Johann Luht (55.86) Maria Romanjuk (1:09.50) Kregor Zirk (52.76) Aleksa Gold (56.05)                                 | 3:54.17 | Recorde nacional |
| 22        | 3       | 7    | Moldávia                        | Tatiana Salcuțan (1:01.76) Tatiana Chișca (1:10.15) Alexei Sancov (52.74) Constantin Malachi (50.50)                      | 3:55.15 | Recorde nacional |
| 23        | 5       | 8    | Hong Kong                       | Wong Toto Kwan To (1:02.49) Michael Ng (1:03.84) Nicholas Lim (54.31) Tam Hoi Lam (56.43)                                 | 3:57.07 |                  |
| 24        | 3       | 5    | Taipé Chinesa                   | Chuang Mu-lun (56.18) Lin Pei-wun (1:11.96) Chu Chen-ping (53.61) Huang Mei-chien (57.38)                                 | 3:59.13 |                  |
| 25        | 1       | 3    | Jordânia                        | Leedia Al-Safadi (1:10.10) Amro Al-Wir (1:02.74) Khader Baqlah (55.45) Talita Baqlah (1:00.25)                            | 4:08.54 |                  |
| 26        | 3       | 0    | Quênia                          | Issa Abdulla Hemed Mohamed (1:02.91) Maria Brunlehner (1:16.42) Emily Muteti (1:04.13) Danilo Rosafio (53.37)             | 4:16.83 |                  |
| 27        | 3       | 8    | Angola                          | Salvador Gordo (1:02.96) Daniel Francisco (1:09.76) Lia Lima (1:05.35) Catarina Sousa (59.31)                             | 4:17.38 |                  |
| 28        | 2       | 6    | Madagáscar                      | Idealy Tendrinavalona (1:07.85) Jonathan Raharvel (1:08.03) Heriniavo Rasolonjatovo (1:01.81) Tiana Rabarijaona (1:00.65) | 4:18.34 |                  |
| 29        | 2       | 4    | Papua-Nova Guiné                | Samuel Seghers (1:02.38) Ryan Maskelyne (1:04.22) Georgia-Leigh Vele (1:09.50) Judith Meauri (1:02.89)                    | 4:18.99 |                  |
| 30        | 2       | 0    | Armênia                         | Ani Poghosyan (1:13.23) Varsenik Manucharyan (1:17.48) Artur Barseghyan (56.35) Vahan Mkhitaryan (52.74)                  | 4:19.80 |                  |
| 31        | 2       | 2    | Gana                            | Jason Arthur (56.52) Kaya Forson (1:24.22) Abeiku Jackson (55.69) Zaira Forson (1:04.97)                                  | 4:21.40 |                  |
| 32        | 2       | 8    | Estados Federados da Micronésia | Kaleo Kihleng (1:06.84) Tasi Limtiaco (1:04.70) Margie Winter (1:10.68) Taeyanna Adams (1:07.94)                          | 4:30.16 |                  |
| 33        | 2       | 9    | Nigéria                         | Ifeakachuku Nmor (1:12.25) Chinelo Iyadi (1:21.39) Abiola Ogunbanwo (58.26) Yellow Yeiyah (1:03.69)                       | 4:35.59 |                  |
| 34        | 2       | 7    | Tonga                           | Finau Ohuafi (1:04.93) Amini Fonua (1:08.23) Charissa Panuve (1:19.82) Noelani Day (1:06.93)                              | 4:39.91 |                  |
| 35        | 1       | 5    | Marianas Setentrionais          | Juhn Tenorio (1:04.40) Lennosuke Suzuki (1:22.52) Aika Watanabe (1:18.18) Jin Ju Thompson (1:11.10)                       | 4:56.20 |                  |
| 36        | 2       | 3    | Maldivas                        | Aishath Sausan (1:18.66) Sajina Aishath (1:28.34) Mubal Azzam Ibrahim (1:10.44) Imaan Ali (59.35)                         | 4:56.79 |                  |
| 37        | 3       | 2    | México                          | Miriam Guevara (1:05.50) Miguel Chavez María Jiménez Horus Briseño                                                        | DSQ     | DSQ              |
| 37        | 3       | 9    | Senegal                         | Sophia Diagne (1:09.71) Abdoul Niane Steven Aimable Jeanne Boutbien                                                       | DSQ     | DSQ              |
| 37        | 4       | 5    | Japão                           | Natsumi Sakai (1:00.08) Yasuhiro Koseki (59.50) Naoki Mizunuma (51.85) Rika Omoto                                         | DSQ     | DSQ              |
| 37        | 5       | 5    | China                           | Li Guangyuan (53.78) Wang Lizhuo Wang Yichun Zhu Menghui                                                                  | DSQ     | DSQ              |
| 37        | 1       | 2    | Filipinas                       | | DNS     | DNS              |
| 37        | 1       | 6    | Panamá                          | | DNS     | DNS              |
| 37        | 2       | 1    | Malásia                         | | DNS     | DNS              |
| 37        | 2       | 5    | Uganda                          | | DNS     | DNS              |
| 37        | 3       | 1    | Islândia                        | | DNS     | DNS              |

### Final
A final foi realizada em 24 de julho às 21:50. 
| Colocação         | Raia | Nacionalidade  | Nadadoras                                                                                              | Tempo   | Notas            |
| ----------------- | ---- | -------------- | --- | ------- | ---------------- |
| Medalha de ouro   | 5    | Austrália      | Mitch Larkin (53.47) Matthew Wilson (58.37) Emma McKeon (56.14) Cate Campbell (51.10)                  | 3:39.08 |                  |
| Medalha de prata  | 4    | Estados Unidos | Ryan Murphy (52.46) Lilly King (1:04.94) Caeleb Dressel (49.33) Simone Manuel (52.37)                  | 3:39.10 |                  |
| Medalha de bronze | 6    | Reino Unido    | Georgia Davies (59.25) Adam Peaty (57.73) James Guy (50.72) Freya Anderson (52.98)                     | 3:40.68 |                  |
| 4                 | 3    | Rússia         | Evgeny Rylov (51.97) Kirill Prigoda (58.22) Svetlana Chimrova (57.79) Maria Kameneva (52.80)           | 3:40.78 | Recorde nacional |
| 5                 | 2    | Canadá         | Kylie Masse (58.97) Richard Funk (59.51) Margaret MacNeil (56.74) Yuri Kisil (47.84)                   | 3:43.06 |                  |
| 6                 | 7    | Itália         | Simone Sabbioni (53.50) Fabio Scozzoli (59.70) Elena Di Liddo (57.31) Federica Pellegrini (52.76)      | 3:43.27 | Recorde nacional |
| 7                 | 8    | Alemanha       | Laura Riedemann (1:00.01) Fabian Schwingenschlögl (59.12) Marius Kusch (51.37) Jessica Steiger (54.57) | 3:45.07 |                  |
| 8                 | 1    | Países Baixos  | Kira Toussaint Arno Kamminga Mathys Goosen Femke Heemskerk                                             | DSQ     |                  |

Legenda
| Recorde mundial       | Recorde mundial (World record)               |                       | Recorde africano                      | Recorde africano (African) |                                           | Q | Classificado por posição (Qualified) |
| Recorde do campeonato | Recorde do campeonato (Championship record)  | Recorde da América    | Recorde da América (Americas)         | q                          | Classificado por melhor tempo (Qualified) |   |                                      |
| Melhor marca do ano   | Melhor marca do ano (World leading)          | Recorde asiático      | Recorde asiático (Asian)              | DNS                        | Não largou (Did not start)                |   |                                      |
| Recorde nacional      | Recorde nacional (National record)           | Recorde europeu       | Recorde europeu (European)            | DNF                        | Não terminou (Did not finish)             |   |                                      |
| Recorde pessoal       | Recorde pessoal do atleta (Personal best)    | Recorde da Oceania    | Recorde da Oceania (Oceania)          | DSQ / DQ                   | Desclassificado (Disqualified)            |   |                                      |
| Recorde da temporada  | Recorde da temporada do atleta (Season best) | Recorde sul-americano | Recorde sul-americano (South America) | NM                         | Sem marca (No mark)                       |   |                                      |